# Candan Erçetin
Candan Erçetin (['dʒandan 'ertʃetin]) est une chanteuse turque d'origine albanaise. Elle enseigne également la musique au lycée francophone de Galatasaray à Istanbul, dont elle est elle-même une ancienne élève.

C'est elle qui a composé une grande partie de ses musiques, et parfois également les paroles. Le 28 janvier 2014, le Président de la République Française, François Hollande décore cette chanteuse populaire – et francophone avec la médaille de chevalier des Arts et des Lettres.

## Biographie
Candan Erçetin est née le 10 février 1961 à Kırklareli, une ville située dans la partie européenne de la Turquie. Ses parents sont issus de la minorité albanaise des Balkans ayant émigré en Turquie après la seconde guerre mondiale ; sa mère est originaire de Pristina et son père de Skopje.
À 11 ans, elle quitte sa famille pour aller à İstanbul et entre au lycée de Galatasaray. En 1991, elle obtient son diplôme de chant classique du Conservatoire municipale d'Istanbul.
En 1996, elle représente la Turquie au concours de l'Eurovision en Norvège avec le groupe Klips ve Onlar.
En 1994, elle présente pendant 17 semaines sur la chaîne de télévision Kanal D une émission destinée aux hommes.
En 1995, elle anime une émission de divertissement, intitulé Rendez-vous sur la chaîne Number One TV : il s'agira de 65 émissions, à raison de cinq par semaine, qui remporteront un vif succès.
En septembre 1995, elle termine son premier album Hazırım (« Je suis prête »), composé de chansons venues de Thrace et de Macédoine, régions dont elle est originaire. Cette même année, elle reçoit le prix de la " meilleure vente d'albums de pop turque " décerné par la radio Alem FM.
En avril 1996, elle sort son premier album remix turc Sevdim Sevilmedim (« J'ai aimé sans retour »), et obtient un immense succès. Les concerts suivent...
En février 1997, elle termine son deuxième album solo intitulé Çapkın (« Drageur ») pour lequel elle a elle-même écrit plusieurs chansons. Sa chanson Yalan (« Mensonge ») reçoit en novembre 1998 le prix de la " chanson la plus demandée par les auditeurs " de Istanbul FM.
À la demande d'un organisateur néerlandais de world music, elle donne deux concerts en automne 1997 à Utrecht Tivoli et à Amsterdam, la salle de concert Paradiso.
En juin 1998, elle fait l'ouverture du deuxième festival du Bosphore, accompagnée du prestigieux orchestre symphonique Cemal Reşit Rey.
En septembre 1998, elle publie son deuxième album remix Oyalama Artık (« Ne me fais plus perdre mon temps »).
En octobre 1998, le clip de la chanson Her Aşk Bitermiş (« Toute histoire d'amour se termine ») reçoit le prix du " meilleur réalisateur " lors de la Nuit du clip, festivités organisées pour la deuxième année consécutive par MCM dans le cadre du Prix vidéo-musique méditerranéenne.
En 1999, elle fait une tournée internationale et chante à Bremen, puis à Francfort et au Maroc.
Elle participe, en tant qu'artiste et présentatrice, aux concerts organisés à l'Olympia, en octobre 1999, pour les victimes du tremblement de terre en Turquie.
En septembre 1999, son troisième album Elbette (« Evidemment ») sort : il sera consacré numéro 1 des listes de vente de 1999-2000.
Apparaît en janvier 2001 l'album remix Unut Sevme (« Oublie-moi ») en édition dédicacée et limitée à 2 500 exemplaires.
De mai à novembre 2001, elle entreprend une tournée de vingt concerts sur toute la Turquie : au total 62 000 fans viendront l'écouter chanter.
À partir de novembre 2001, elle conçoit et présente treize émissions en live pour la chaîne turque NTV intitulées Günlük Hayat (« La vie quotidienne »).
En mars 2002, elle publie son quatrième album Neden (« Pourquoi ») composé de douze chansons dont elle a écrit la plupart.
En décembre 2002, elle revisite, à sa manière, les variétés classiques de la chanson française dans son nouvel album Candan chanté hier pour aujourd'hui.
Toujours en 2003, elle sort un album remix Yazık Oldu (« C'est dommage ») constitué de reprises des chansons de l'album Neden et de la chanson qui fait partie de la bande originale du film Gori Vatra, une coproduction entre la Bosnie-Herzégovine, l'Autriche et la Turquie.
Un nouvel album, Melek (« L'Ange »), voit le jour en juin 2004.
En juillet 2005, elle sort son album Remix'5 dans lequel elle reprend six chansons de l'album Melek pour en faire neuf nouvelles versions. Y apparaît aussi la version turque Sevdim Anladım (« J'ai aimé et j'ai compris ») de la chanson Vois sur ton chemin du film Les Choristes.
Au mois d'août de la même année, après dix ans de carrière dans la chanson, elle prépare un nouvel album, Aman Doktor (« Vite, docteur »), un panaché de chansons chantées en deux langues, qui sont des mélodies anciennes, communes aux cultures turques et grecques.
Par ailleurs, Candan Erçetin n'a cessé d'enseigner la musique au Lycée francophone de Galatasaray dont elle est elle-même une ancienne élève.
Après une longue attente, un nouvel album, "Kırık Kalpler Durağında" est annoncé pour le 16 décembre 2009.

## Discographie
- Hazırım (septembre 1995)
- Sevdim Sevilmedim (avril 1996) - PE
- Çapkın (février 1997)
- Oyalama Artık (septembre 1998) - PE
- Elbette (septembre 1999)
- Unut Sevme (janvier 2001) - Single
- Neden (mars 2002)
- Chante Hier Pour Aujourd'hui (décembre 2002)
- Remix (septembre 2003) - Remélanger
- Melek (mai 2004)
- Remix'5 (juillet 2005) - Remélanger
- Aman Doktor (novembre 2005)
- Kırık Kalpler Durağında (décembre 2009)
- Aranjman 2011 (7 juillet 2011)

## Vidéo clips
- Umrumda Değil
- Hangi Aşk Adil ki
- Daha
- Vakit Varken
- Nar Çiçeği
- Sevdim Sevilmedim
- Çapkın
- Yalan
- Unut Sevme
- Onlar Yanlış Biliyor
- Her Aşk Bitermiş
- Oyalama Artık
- Elbette
- Unut Sevme
- Gamsız Hayat
- Parçalandım
- Melek
- Meğer
- Kim
- Ben Kimim
- Kırık Kalpler Durağında
- Git

## Autres chansons
- Sevdan Olmasa sur Yadigar (2001).
- Özledim, Yazık Oldu sur Gori Vatra Soundtrack (2003) (Yazık Oldu est sur son album Remix).
- Çember sur Söz Vermiş Şarkılar (2004).
- Gelmiyorsun (Tu ne viens pas) sur Çeyrek - Ezginin Günlüğü (2007).
- Kim? (Qui ?) sur l'album Söz Müzik Teoman de Teoman (2008), et également dans le film Ara.
- Ben Kimim? (Qui suis-je ?)dans le film Gölgesizler (chanson disponible uniquement sur internet, dont sur le site officiel du film : www.golgesizler.com) (2009).
- Kul Kurar Kader Gülermiş dans le film Kaptan Feza (2010).

## Divers
- C'est elle qui interprète la version turque de Vois sur ton chemin du film Les Choristes, qui s'appelle 'Sevdim Anladım' (J'ai aimé et compris).
- On dit d'elle qu'elle est l'Édith Piaf turque.
- Du 7 mars 2007 au 16 juin 2008, elle a présenté un programme nommé Beraber ve Solo Şarkılar sur la chaîne TRT. Toutes les semaines, elle chantait donc plusieurs chansons avec un ou une chanteuse (ou un groupe).

## Distinctions
- Chevalier de l'ordre des Arts et des Lettres